# New Athens (Ohio)
Pour les articles homonymes, voir New Athens.
New Athens est un village américain situé dans le comté de Harrison, dans l'Ohio. Selon le recensement de 2010, sa population est de 320 habitants.